# Jane Wyman
Jane Wyman, ursprungligen Sarah Jane Mayfield, född 5 januari 1917 i Saint Joseph i Missouri, död 10 september 2007 i Rancho Mirage i Kalifornien, var en amerikansk skådespelare.

## Biografi
Jane Wymans stora genombrott kom 1945 i noirfilmen Förspillda dagar, i vilken hon spelade mot Ray Milland och fick tillfälle att visa sin skådespelartalang.
1948 belönades hon med en Oscar för sin rollprestation som dövstumt våldtäktsoffer i filmen Våld i mörker. Hon kom sedan att Oscarnomineras ytterligare två gånger.
För svenska TV-tittare är hon framför allt  känd som den bitska Angela Channing i TV-serien Maktkamp på Falcon Crest 1981-1990.
Jane Wyman uppmuntrades redan som barn av sin mor att prova lyckan som barnskådespelare och mor och dotter for iväg till Hollywood. Efter några månaders fruktlösa försök återvände de till hemstaden, där den unga Jane fortsatte sina studier. Efter avslutad skolgång arbetade hon som manikyrist och växeltelefonist. Hon började sedan sjunga i radio och från 1937 hade hon småroller i ett antal filmer.
Jane Wyman använde sig officiellt av födelsedatumet 4 januari 1914 från det att hon inledde sin Hollywood-karriär. Förklaringen till detta lär ha varit att hon därmed fick tillåtelse att arbeta, trots att hon var underårig.
Wyman gifte sig fyra gånger, bland annat med Ronald Reagan den 26 januari 1940, från vilken hon skildes den 28 juni 1948. De hade två barn tillsammans, dottern Maureen Reagan samt adoptivsonen Michael Reagan.

## Filmografi i urval
- 1933 – Gold Diggers 1934 (ej krediterad)
- 1936 – Godfrey ordnar allt (ej krediterad)
- 1936 – Kom så gifter vi oss (ej krediterad)
- 1936 – Gold Diggers 1937 (ej krediterad)
- 1942 – Larceny, Inc.
- 1943 – Gift dej med mej
- 1944 – Hollywood Canteen
- 1945 – Förspillda dagar
- 1946 – Hjortkalven
- 1946 – Night and Day
- 1947 – Handen på hjärtat
- 1948 – Våld i mörker
- 1949 – Stjärnskott i Hollywood (ej krediterad)
- 1950 – Glasmenageriet
- 1950 – Rampfeber
- 1951 – Tre man och en flygvärdinna
- 1951 – Här kommer brudgummen
- 1951 – Blå slöjan
- 1953 – Att älska så
- 1954 – En läkares samvete
- 1955 – Morgondagen är vår
- 1956 – Miracle in the Rain
- 1960 – Pollyanna
- 1962 – Äventyr i Paris
- 1980 – Charlies änglar (TV-serie)
- 1980 – Kärlek ombord (TV-serie)
- 1981–1990 – Maktkamp på Falcon Crest (TV-serie)
- 1993 – Doktor Quinn (TV-serie)